# 平経盛
平 経盛（たいら の つねもり）は、平安時代末期の平家の武将。平忠盛の三男。平清盛の異母弟。平敦盛らの父。

## 生涯
兄弟達と同様、兄の清盛に従い保元・平治の乱に参戦。平治の乱では仁和寺に逃げ込んだ首謀者の藤原信頼の捕縛にあたり、宮廷の守護や追討使を務める。
母の身分の関係からか、官位の昇進は当初より異母弟の教盛・頼盛に比べて遅れており、生涯を通じて目立った政治的活動を行うことはなかった。中村文は保元の乱では清盛と行動を共にしているものの母方の叔父である源成雅が崇徳上皇側に立ち、母方の従兄弟である藤原師長（藤原頼長の子）とは乱後も親交を持っていたこと、頼長の養女である太皇太后・藤原多子の宮職を長年にわたり務めて彼女が庇護に関わっていた以仁王の元服にも参画したとみられていること、後白河法皇が甥の平重盛と共に経盛を自らの院司として積極的に取り込もうとしていることから、平清盛ら他の平家一門との関係は必ずしも円滑ではなかったのではないか、と推測している。
その反面、父・忠盛から歌人としての側面を受け継ぎ、歌壇での活動は活発であった。守覚法親王の仁和寺歌会や二条天皇の内裏歌会などに出席し、自らも歌合を催している。太皇太后・藤原多子の職事を長年に亘って務めた関係から、歌壇の中心である徳大寺家の実定・実家（多子の兄弟）、女流歌人・小侍従（多子の女房）、六条藤家の藤原清輔（共に太皇太后宮多子に仕えた）・重家兄弟と親密な交流があった。歌壇の参加者には二条天皇や藤原多子、更には多子の養父・藤原頼長の関係者が多いと指摘されている（藤原教長・藤原実清のような保元の乱で配流された人々も帰京後に経盛の歌合に参加している）。『千載集』によみ人知らずとして1首入首が確認されるほか、名を呈しては『新勅撰和歌集』以下、勅撰集に12首が入集。家集として『経盛集』がある。
寿永2年（1183年）7月の一門都落ちに同行して西走、元暦元年（1184年）2月の一ノ谷の戦いで経正、経俊、敦盛ら子息のほとんどを失った。
元暦2年（1185年）3月、壇ノ浦の戦いに敗れ、弟の教盛とともに入水して果てた。享年62。(享年61とも）

## 官歴
※日付＝旧暦
- 久安6年（1150年）6月25日：従五位下
- 保元元年（1156年）
  - 9月17日：安芸守
  - 閏9月22日：常陸介
- 保元2年（1157年）10月22日：従五位上（淑景舎の造営）
- 保元3年（1158年）8月10日：常陸介を辞任
- 平治元年（1159年）12月27日：伊賀守（平治の乱の勲功）
- 永暦元年（1160年）
  - 4月3日：正五位下（皇嘉門院御給）
  - 4月7日：太皇太后宮権大進兼任
  - 8月14日：従四位下（上西門院御給）
- 応保元年（1161年）
  - 9月15日：左馬権頭（教盛解官の後任）
  - 10月8日：従四位上
  - 10月19日：若狭守。左馬権頭如元
- 応保2年（1162年）7月17日：太皇太后宮亮。左馬権頭・若狭守如元
- 長寛元年（1163年）12月20日：正四位下
- 永万元年（1165年）12月21日：左馬権頭を辞任
- 永万2年（1166年）正月12日：若狭守重任
- 仁安3年（1168年）8月12日：内蔵頭。太皇太后宮亮・若狭守如元
- 嘉応2年（1170年）
  - 正月18日：若狭守を辞任
  - 12月30日：従三位
- 嘉応3年（1171年）正月18日：讃岐権守兼任
- 安元元年（1175年）月日不詳：讃岐権守を辞任
- 安元2年（1176年）2月5日：太皇太后宮亮を辞任
- 安元3年（1177年）正月24日：正三位
- 治承2年（1178年）正月28日：太皇太后宮権大夫
- 治承3年（1179年）11月17日：修理大夫兼任
- 養和元年（1181年）12月4日：参議に補任。修理大夫・太皇太后宮権大夫如元
- 養和2年（1182年）3月8日：備中権守兼任
- 寿永2年（1183年）8月6日：解官

## 画像集

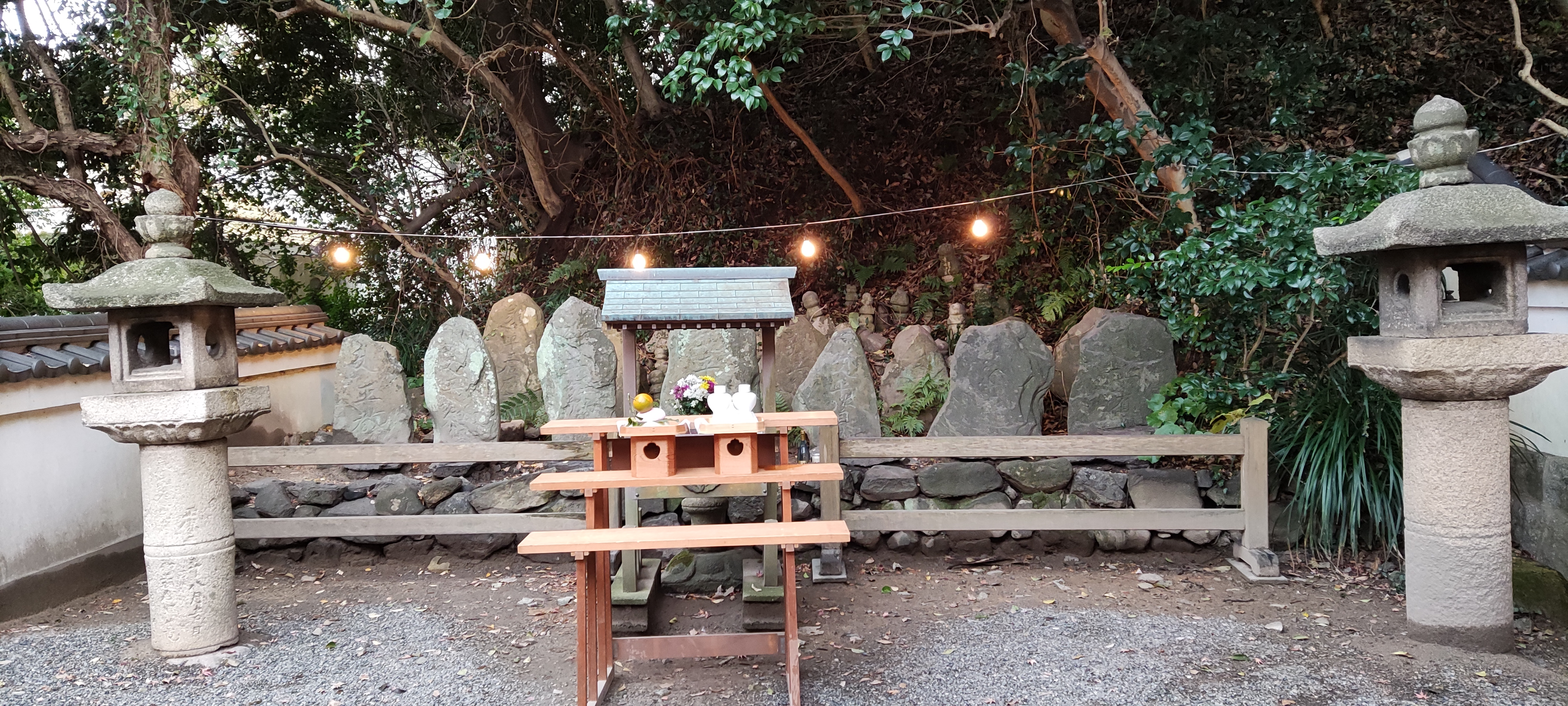
七盛塚（山口県下関市赤間神宮）
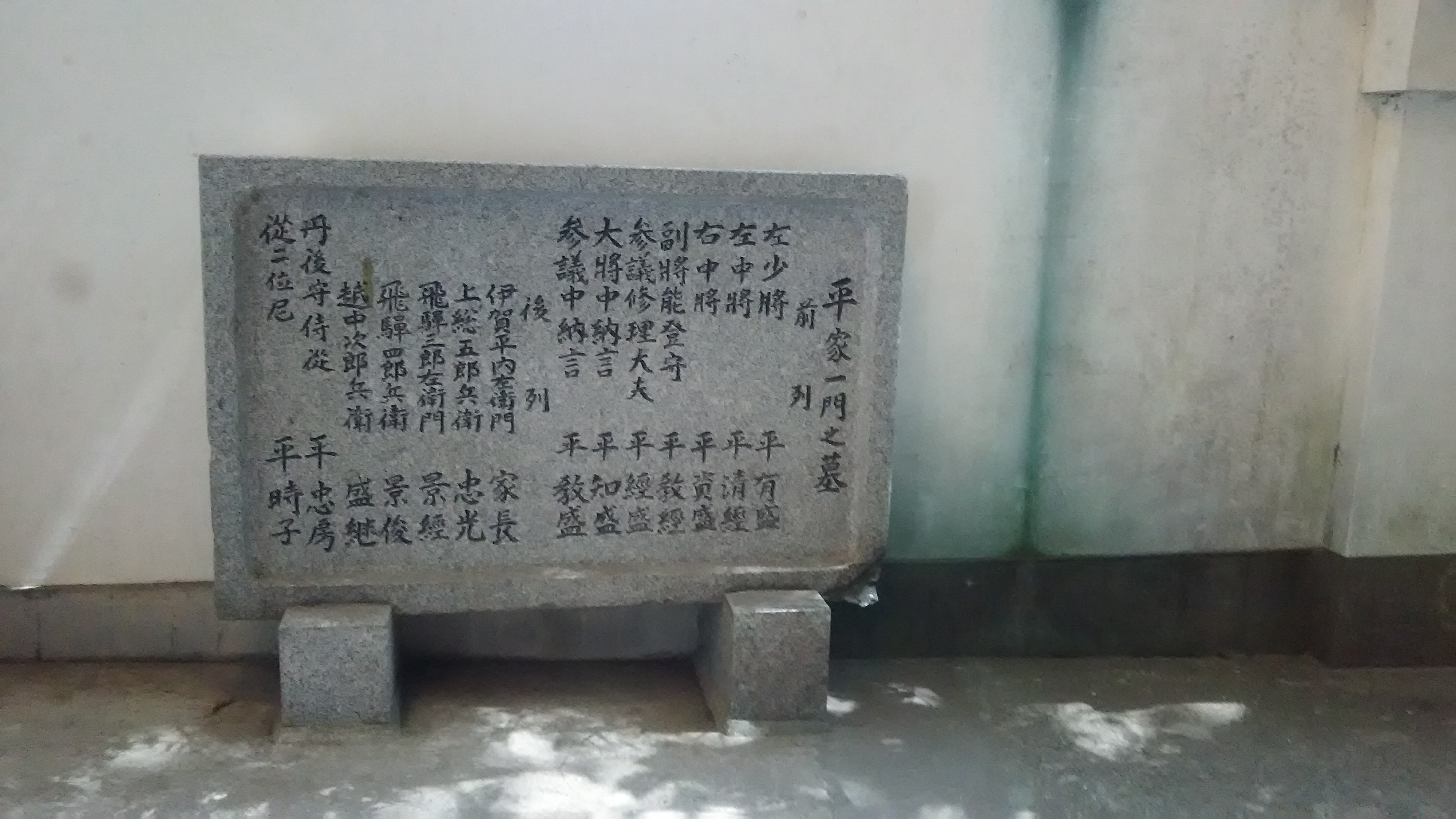
七盛塚 配置説明板（経盛は前列向かって左から3番目）
平経盛隠棲の洞窟（鳥取県八頭郡若桜町落折）
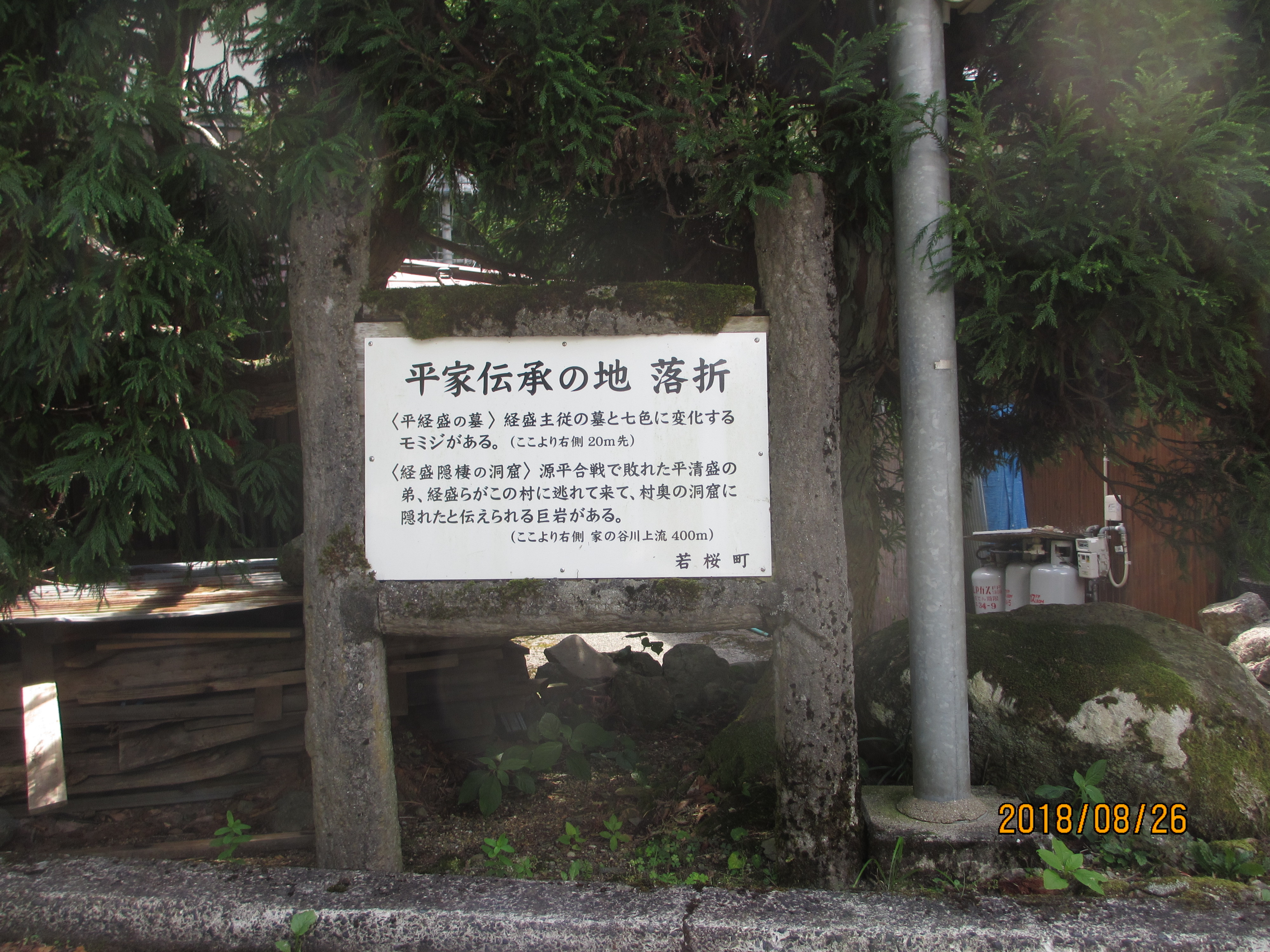
平家伝承の地 落折（落折集落にある平経盛の墓・隠棲の地案内板）
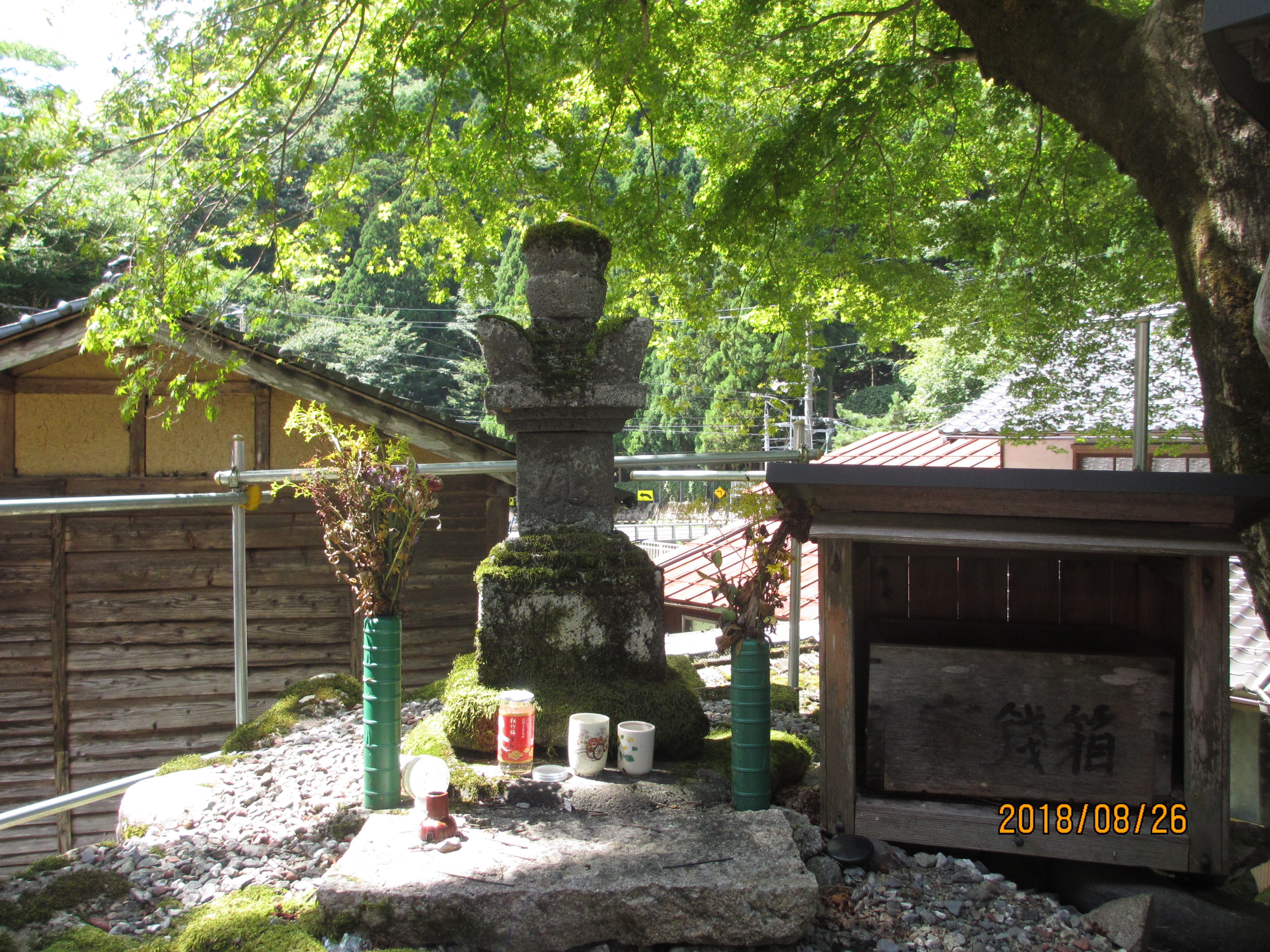
平経盛の墓（案内板手前20m）
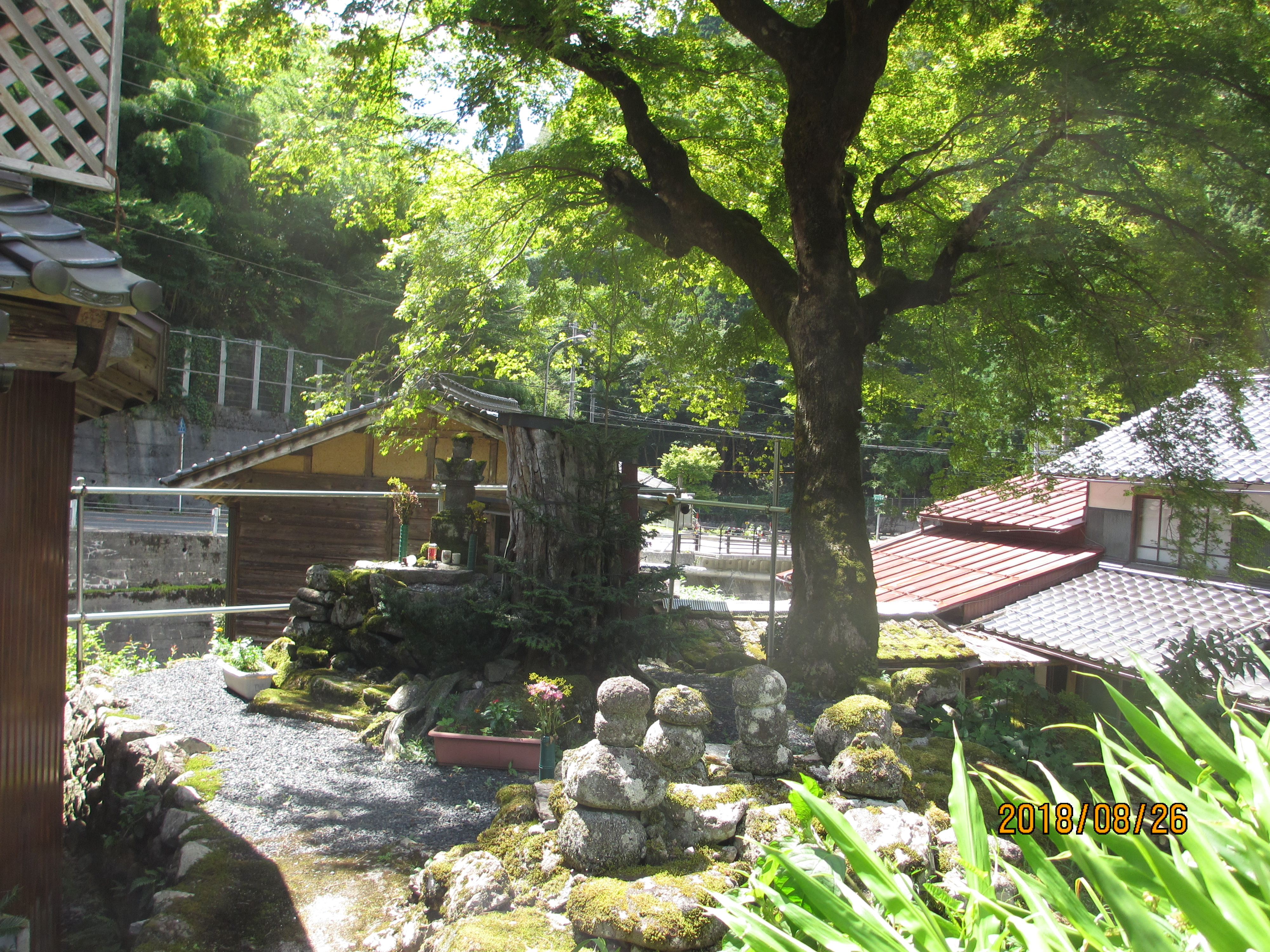
平経盛と主従の墓（落折のイチイの碑もあり）

## 関連作品
テレビドラマ
- 『新・平家物語』（1972年、NHK大河ドラマ 演：古谷一行（少年期：郷ひろみ））
- 『平清盛』（2012年、NHK大河ドラマ 演：駿河太郎）